# Lidke-Eisstrom
Der Lidke-Eisstrom ist ein rund 40 km langer Eisstrom an der English-Küste des westantarktischen Ellsworthlands. Er fließt in nördlicher Richtung zum Stange-Sund, den er östlich des Mount Benkert erreicht.
Der United States Geological Survey kartierte ihn anhand eigener Vermessungen im Januar 1985 und Luftaufnahmen der United States Navy aus den Jahren von 1961 bis 1966. Das Advisory Committee on Antarctic Names benannte ihn nach David James Lidke, der an den Vermessungen des Eisstroms beteiligt war.